# Hackettstown
Hackettstown es un pueblo ubicado en el condado de Warren en el estado estadounidense de Nueva Jersey. En el año 2000 tenía una población de 9511 habitantes y una densidad poblacional de 1085 personas por km².

## Geografía
Hackettstown se encuentra ubicado en las coordenadas 40°51′12″N 74°49′46″O / 40.85333, -74.82944.

## Demografía
Según la Oficina del Censo en 2000 los ingresos medios por hogar en la localidad eran de $51 955 y los ingresos medios por familia eran $64 383. Los hombres tenían unos ingresos medios de $44 420 frente a los $31 110 para las mujeres. La renta per cápita para la localidad era de $24 742. Alrededor del 4,8% de la población estaba por debajo del umbral de pobreza.